# Mur (film)
Mur è un documentario del 2023, diretto da Kasia Smutniak, al suo esordio alla regia.

## Trama
Nel marzo del 2022, da pochi giorni la Russia ha invaso l'Ucraina e nei Paesi europei è partita la campagna di mobilitazione per accogliere i primi rifugiati. La Polonia, Paese confinante con l'Ucraina, emerge per tempestività e generosità, ma è lo stesso Paese che ha anche iniziato la costruzione del muro al confine bielorusso eretto per contrastare i tentativi di ingresso di altri rifugiati. Una striscia di terra chiamata zona rossa, presidiata da forze militari, impedisce a chiunque di avvicinarsi al "muro" protagonista della storia raccontata in questo film.

## Distribuzione
Il lungometraggio è stato presentato in anteprima mondiale al Toronto International Film Festival 2023 e in anteprima italiana alla Festa del Cinema di Roma 2023 nella sezione Special Screening.

## Riconoscimenti
Ha vinto il Nastro d'argento Miglior Documentario 2024 per il “Cinema del Reale”.
È stato inserito nella cinquina dei lungometraggi candidati al David di Donatello 2024 nella sezione "Miglior documentario".